# ماركو ديلي موناك
ماركو ديلي موناك (بالإيطالية: Marco Delle Monache) (مواليد 3 فبراير 2005)، هو لاعب كرة قدم إيطالي يلعب لنادي بيسكارا معارًا من نادي سامبدوريا الإيطالي.